# إيسيدرو ماركيز
إيسيدرو ماركيز (بالإسبانية: Isidro Márquez)‏ هو لاعب كرة قاعدة مكسيكي، ولد في 16 مايو 1965 في نافويوا ‏ في المكسيك.

## وصلات خارجية
- إيسيدرو ماركيز على موقع دوري كرة القاعدة الرئيسي (الإنجليزية)
- إيسيدرو ماركيز على موقعبيزبول رفرنس.كوم (الدوري الرئيسي) (الإنجليزية)
- إيسيدرو ماركيز على موقعبيزبول رفرنس.كوم (الدوري الثانوي) (الإنجليزية)